# 무성 치경 비음
무성 치경 비음(無聲 齒莖 鼻音)은 자음의 하나로 이나 잇몸에서 조음되는 무성 비음이다.

## 특징
무성 치경 비음은 다음과 같은 특징을 갖고 있다.
- 조음 방법은 조음기관 내의 공기의 흐름을 차단하여 만드는 파열음이다.
- 발성 기관 속의 공기의 흐름을 차단하고, 일부를 코로 흐르게 했다가 내는 비음이다.
- 혀를 치조나 그 주변에 대는 치조음이다.
- 조음할 때 성대가 울리지 않는 무성음이다.
- 코와 입을 통하여 공기가 빠져나가는 비강음이다.
- 기류가 혀 옆이 아니라 중앙으로 빠져나가는 중설음이다.
- 발성 방법은 인후나 입이 아니라 폐로부터 발성기관으로 공기가 빠져나가는 폐장기류음이다.

## 언어별 사용
| 언어                | 언어                | 단어         | IPA       | 뜻          | 설명                                     |
| ------------------- | ------------------- | ------------ | --------- | ----------- | ---------------------------------------- |
| 버마어              | 버마어              | နှာ/hna:       | [n̥à]      | '코'        |                                          |
| 중앙알래스카 유픽어 | 중앙알래스카 유픽어 | ceńa         | [t͡səˈn̥a]  | '가장자리'  |                                          |
| 에스토니아어        | 에스토니아어        | lasn         | [ˈlɑsn̥]   | '나무 주걱' | /t, s, h/ 뒤에 오는 /n/의 어말 이음이다. |
| 아이슬란드어        | 아이슬란드어        | hnífur       | [ˈn̥iːvʏr̥] | '칼'        |                                          |
| 할라파 마사테카어   | 할라파 마사테카어   | hne          | [n̥ɛ]      | '폭포'      | 유성음과 후두화 치경 비음과 대조된다.    |
| 킬딘 사미어         | 킬딘 사미어         | чоӊтэ/čohnte | [t͡ʃɔn̥te]  | '돌다'      |                                          |
| 웰스어              | 웰스어              | fy nhad      | [və n̥aːd] | '나의 아빠' | /t/의 비음 변형과 대조된다.              |
| 쉬미어              | 낮음                | [ᴴn̥ɑ̃]        | [ᴴn̥ɑ̃]     | '털'        | 유성음 /n/과 대조된다.                   |
| 쉬미어              | 높음                | [ᴴn̥ɔ̃]        | [ᴴn̥ɔ̃]     | '털'        | 유성음 /n/과 대조된다.                   |